# Nakurusøens Nationalpark
0°21′S 36°6′Ø / 0.350°S 36.100°Ø
Nakurusøens Nationalpark blev oprettet som nationalpark i 1961, og
administreres af Kenya Wildlife Services, og består af Nakurusøen, og de omliggende savanner, i alt 168 km².
Nakurusøen er en saltsø med en rig algeflora som tiltrækker en stor fuglebestand, deriblandt en stor mængde flamingoer.
Op til nationalparken ligger byen Nakuru, der er provinshovedstad i Rift Valleyprovinsen. På det relativt lille indhegnede område findes , udover de store fuglepopulationer, bl.a. sort og hvid næsehorn som er udsat i parken. Dette er faldet så godt ud, at der nu er en af landets største koncentrationer af næsehorn her. Også leoparden, som kan være vanskelig at finde på savannens sletter, er set ofte i parken, i de senere år.

## Eksterne kilder og henvisninger
- Lake Nakuru nationalpark (svensk)
- Kenya Wildlife Service – Lake Nakuru National Park Arkiveret 9. december 2006 hos  Wayback Machine (engelsk)

- Wikimedia Commons har flere filer relateret til Nakurusøens Nationalpark

Lake Nakuru